# Álvaro de Luna y Sarmiento (Fuentidueña)
Álvaro de Luna y Sarmiento ( ¿? –1580), fue un noble y militar castellano.

## Orígenes familiares
Álvaro de Luna y Sarmiento, caballero de la Orden de Santiago, fue hijo de Antonio de Luna y Valois, VI Señor de Fuentidueña, y de Leonor Sarmiento de la Cerda, hija de Diego Gómez Sarmiento de Villandrando y Ulloa, III conde de Salinas y III conde de Ribadeo y de Brianda de la Cerda, señora de Miedes.

## Biografía
En 1568, contrajo matrimonio con la hija de Martín Enríquez de Almansa y Ulloa, nombrado primero Virrey de Nueva España (1568-1580) y más tarde Virrey del Perú (1581-1583), en el ejercicio de cuyo cargo falleció.
En 1580, participó en la Conquista de Portugal como capitán de los continos de las Guardias de Castilla, puesto en el que había sucedido a su padre y que mantuvo hasta su muerte, cuando le sucedió su primogénito. Su actuación en la Batalla de Alcántara fue especialmente destacada por los cronistas de la época.

## Muerte y sepultura
Álvaro de Luna y Sarmiento falleció en Lisboa (Portugal) y recibió sepultura en el convento de San Francisco de Fuentidueña.

## Matrimonio e hijos
Álvaro de Luna y Sarmiento contrajo matrimonio con Isabel Enríquez de Almansa y Manrique, hija de Martín Enríquez de Almansa y Ulloa, virrey de Nueva España y de Perú, y de Ana María Manrique, hija de Juan II Fernández Manrique de Lara, marqués de Aguilar de Campoo y conde de Castañeda, con la que tuvo varios hijos:
1. Leonor de Luna y Enríquez de Almansa, casada con Diego Sarmiento de Sotomayor y Mendoza, I conde de Salvatierra.[2]
2. Antonia de Luna y Enríquez de Almansa (1570- ¿? ), casada con Cristóbal Portocarrero y Osorio, II conde de Montijo.[3]
3. Antonio de Luna y Enríquez de Almansa, VII Señor de Fuentidueña.[4]